# Maintien en condition opérationnelle
Le maintien en condition opérationnelle ou MCO est l’ensemble des mesures prises pour garantir qu’un système reste fonctionnel.

## Industrie
Dans l’industrie, le MCO est l’ensemble des mesures d’entretien des différents appareils et véhicules utilisés par une entreprise ou une institution.

## Sécurité informatique
En sécurité informatique, le MCO est l'ensemble des mesures prises pour garantir que la bascule vers un environnement dégradé n'entraîne pas une altération inacceptable des conditions de travail habituelles.
Dans le cadre d'un plan de continuité d'activité (PCA), le MCO couvre principalement la stratégie de sauvegarde utilisée et la méthodologie de déploiement de celle-ci sur un environnement dégradé ainsi que la réplication de la configuration des équipements.

Il prévoit aussi, dans le cadre d'une production continue, le remplacement des pièces défectueuses, le diagnostic des pannes, la formation, la documentation.